# St. Georg (Großenlüder)

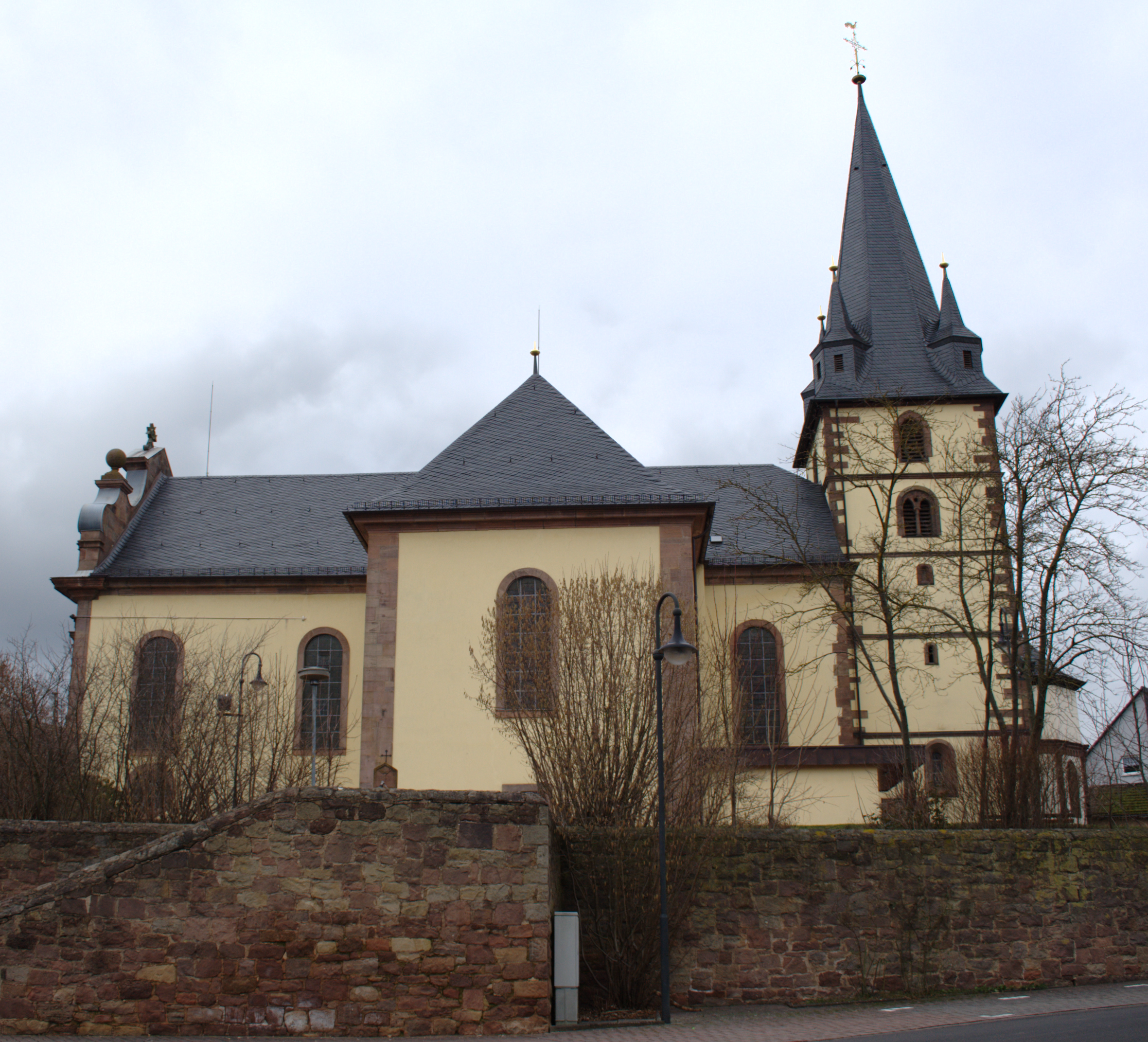
St. Georg

Die römisch-katholische denkmalgeschützte Kirche St. Georg steht in Großenlüder, einer Gemeinde im Landkreis Fulda in Hessen. Sie ist die Pfarrkirche der Pfarrei Heilig Kreuz im Fuldaer Land im Dekanat Neuhof-Großenlüder des Bistums Fulda.

## Geschichte
Die erste Kirche, eine im karolingisch-romanischen Baustil erbaute Kapelle aus dem Jahre 822, ist in einigen Teilen erhalten. Von der zweiten im spätromanisch-gotischen Übergangsstil um 1220 errichteten Kirche bestehen noch der erweiterte Chorturm und die Apsis. Das Kirchenschiff musste zwischen 1731 und 1735 dem Bau der heutigen barocken Kirche nach dem Entwurf von Andreas Gallasini weichen, in dem der Chorturm und die rechteckige Sakristei mit der eingezogenen Apsis einbezogen wurden.

## Beschreibung
Die heutige Kreuzkirche aus einem Langhaus, einem Querschiff und einem kurzen rechteckigen Chor hat die mit Pilastern, Wandnischen für die Figuren von Herz Jesu und Herz Mariae und bekrönendem Volutengiebel gegliederte Fassade im Westen. Das fünfte Geschoss des Turms wurde 1516 aufgesetzt. Seine gekuppelten Klangarkaden sind noch in frühgotischen Formen. Der achtseitige spitze Helm mit den vier Wichhäuschen an den Ecken wurde 1885 erneuert. 
In der Kirche befinden sich die Wappen des Bauherrn Adolf von Dalberg, des Weihbischofs Amand von Buseck und von 14 Kapitularen des Hochstifts Fulda. Der mit einem flachen Tonnengewölbe überspannte Innenraum des Langhauses hat an den Wänden Pilaster. Zur Kirchenausstattung gehören der um 1740 entstandene Hochaltar, die Seitenaltäre aus Stuckmarmor, ein spätgotisches Tabernakel mit dem Wappen der Herren von Lüder, ferner Ölgemälde von Emil Wohlhaupter und der 1789 von Johann Andreas Herrlein gemalten Kreuzweg. Über einem Gewölbe mit drei Korbbögen an der Westseite befindet sich die Empore mit der Orgel. 
Die erste Orgel mit 23 Registern, verteilt auf 2 Manuale und ein Pedal, wurde 1782 von Johann-Markus Oestreich gebaut. Sie wurde 1922 durch eine neue Orgel eines unbekannten Orgelbauers ersetzt. Die heutige Orgel wurde 1963 vom Orgelbau Kreienbrink errichtet.